# Army of the Pharaohs
Army of the Pharaohs ist eine US-amerikanische Hip-Hop-Gruppe aus Philadelphia und wurde 1998 von dem Rapper Vinnie Paz (Jedi Mind Tricks) ins Leben gerufen. Die Gruppe versteht sich als freier Zusammenschluss von talentierten Rappern von der Ostküste.

## Biografie
Die Original-Besetzung bestand aus Vinnie Paz, Chief Kamachi, Esoteric, Virtuoso, Bahamadia und dem Produzenten Stoupe the Enemy of Mankind und veröffentlichten 1998 die Maxi-Single The Five Perfect Exertions und die B-Seite War Ensemble. Beide Songs wurden 2000 auf dem Jedi Mind Tricks Album Violent by Design als Remixe wiederveröffentlicht.
Außer einem Mixtape mit dem Namen Raw Shit, Collabos and Freestyles von 2003 gab es bis 2006 kein Lebenszeichen der Gruppe. Nach großer Umstrukturierung der Bandmitglieder erschien im März 2006 das Album The Torture Papers auf Babygrande Records. Die neuen Mitglieder sind Outerspace, Apathy, Reef the Lost Cauze, Celph Titled, Des Devious, Faez One, King Size und 7L (7L & Esoteric) der als Produzent fungiert. Keine offiziellen Mitglieder mehr sind Virtuoso, Bahamadia und Stoupe the Enemy of Mankind. Aus dem Album The Torture Papers wurde eine Maxi-Single Tear It Down und die B-Seite Battle Cry veröffentlicht. Zu Tear It Down gab es ein Video und bei Battle Cry gaben sich alle Rapper bis auf Reef the Lost Cauze mit 16 Zeilen die Ehre.
Das Album Ritual of Battle, ebenfalls auf Babygrande Records 2007, hat Unterstützung von drei neuen Mitgliedern bekommen, nämlich Jus Allah, Doap Nixon und Demoz.

## Diskografie

### Maxi-Singles
- 1998 The Five Perfect Exertions
- 2004 Livio the King
- 2006 Tear It Down
- 2007 Stegi Killah

### Alben
- 2003 Raw Shit, Collabos and Freestyles (Mixtape)
- 2006 The Torture Papers
- 2007 Ritual of Battle
- 2010 The Unholy Terror
- 2014 In Death Reborn
- 2014 Heavy Lies the Crown

### Sonstiges
- 2007 Silence and I (Produced by Shuko) (Rap4Fame-Exclusive, vom Rap4Fame Sampler Vol. 1 – Lichtblicke)